# Patriarcado de Todo o Oriente
O Patriarcado de Todo o Oriente (Patriarcato Tutto l’Oriente "in toto dominio Tartarorum", 遠東) foi uma sé titular situada na China. Criada em 1307, foi uma dignidade criada para o arcebispo João de Montecorvino, missionário franciscano que evangelizou a China.
Foi suprimida em 1375, com o fim da Arquidiocese de Cambalue, após as invasões turcas ao Império Iuã, mas na prática, existiu apenas até 1328, ano da morte de Montecorvino.